# Salvatoria
Salvatoria is een geslacht van borstelwormen uit de familie van de Syllidae.

## Soorten
- Salvatoria alvaradoi (San Martín, 1984)
- Salvatoria balani (Hartmann-Schröder, 1960)
  - = Brania balani (Hartmann-Schröder, 1960)
- Salvatoria californiensis (Kudenov & Harris, 1994)
  - = Brania californiensis Kudenov & Harris, 1995
- Salvatoria celiae (Parapar & San Martín, 1992)
- Salvatoria clavata (Claparède, 1863)
  - = Brania clavata (Claparède, 1863)
  - = Salvatoria dolichopoda (Marenzeller, 1874)
- Salvatoria concinna (Westheide, 1974)
  - = Brania concinna Westheide, 1974
- Salvatoria euritmica (Sardá, 1984)
  - = Pseudobrania euritmica Sardá, 1984
- Salvatoria heterocirra (Rioja, 1941)
  - Brania heterocirra Rioja, 1941
- Salvatoria kerguelensis McIntosh, 1885
  - = Brania kerguelensis (McIntosh, 1885)
  - = Grubea kerguelensis (McIntosh, 1885)
  - = Sphaerosyllis mcintoshi Ehlers, 1897
  - = Syllides kerguelensis (McIntosh, 1885)
- Salvatoria koorineclavata San Martín, 2005
- Salvatoria limbata (Claparède, 1868)
  - = Brania limbata (Claparède, 1868)
- Salvatoria longisetosa (Hartmann-Schröder, 1979)
  - = Brania longisetosa Hartmann-Schröder, 1979
- Salvatoria mediodentata (Westheide, 1974)
  - = Brania mediodentata Westheide, 1974
- Salvatoria neapolitana (Goodrich, 1930)
  - = Brania subterranea (Hartmann-Schröder, 1956)
- Salvatoria nutrix (Monro, 1936)
- Salvatoria opisthodentata (Hartmann-Schröder, 1979)
  - = Brania opisthodentata Hartmann-Schröder, 1979
- Salvatoria pilkena San Martín, 2005
- Salvatoria quadrioculata (Augener, 1913)
  - = Grubea quadrioculata Augener, 1913
  - = Brania quadrioculata (Augener, 1913)
  - '= 'Grubea quadrioculata Augener, 1913
- Salvatoria rhopalophora (Ehlers, 1897)
  - =[2] Grubea rhopalophora Ehlers, 1897[3]
  - = Brania rhopalophora (Ehlers, 1897)
- Salvatoria swedmarki (Gidholm, 1962)
  - = Brania swedmarki Gidholm, 1962
- Salvatoria tenuicirrata (Claparède, 1864)
  - = Brania tenuicirrata (Claparède, 1864)
- Salvatoria vieitezi (San Martín, 1984)
- Salvatoria yraidae (San Martín, 1984)